# Balloch, Highland
Balloch är en by i Highland i Skottland. Byn är belägen 182 km 
från Edinburgh. Orten har 1 380 invånare (2016).